# In Plain Sight
In Plain Sight is een Amerikaanse televisieserie. De dramaserie draait om Mary Shannon die geheim agent is bij het Federal Witness Protection Program van de United States Marshals Service. Terwijl Mary haar professionele en persoonlijke leven gescheiden moet houden geniet ze erg van haar werk. Ze weet beter dan wie dan ook dat het niet eenvoudig is om een dubbelleven te leiden. In de Verenigde Staten is de serie te zien is op USA Network, in Nederland op RTL 5.

## Rolverdeling
| Naam              | Acteur                |
| ----------------- | --------------------- |
| Mary Shannon      | Mary McCormack        |
| Marshall Mann     | Frederick Weller      |
| Stan McQueen      | Paul Ben-Victor       |
| Jinx Shannon      | Lesley Ann Warren     |
| Brandi Shannon    | Nichole Hiltz         |
| Raphael Ramirez   | Cristián de la Fuente |
| * Peter Alpert    | Joshua Malina         |
| * Scott Griffin   | Aaron Ashmore         |
| * Eleanor Prince  | Holly Maples          |
| * Robert O'Connor | Will McCormack        |
| * Michael Faber   | Steven Weber          |

*  Terugkerend personage 

## Afleveringen
| Seizoen | Afleveringen | DVD-uitgave   | Uitzenddatum VS  | Uitzenddatum VS  | Uitzenddatum NL  | Uitzenddatum NL |
| Seizoen | Afleveringen | DVD-uitgave   | Seizoenspremière | Seizoensfinale   | Seizoenspremière | Seizoensfinale  |
| ------- | ------------ | ------------- | ---------------- | ---------------- | ---------------- | --------------- |
| 1       | 12           | 31 maart 2009 | 1 juni 2008      | 27 augustus 2008 | 5 december 2010  | 2011            |
| 2       | 15           | 9 maart 2010  | 19 april 2009    | 9 augustus 2009  |                  |                 |
| 3       | 13           | 2011          | 31 maart 2010    | 30 juni 2010     |                  |                 |

## Trivia
- In Plain Sight werd in 2009 genomineerd voor de Namic Vision Aawars en Prism Awards.
- In Plain Sight is een goed bekeken serie op USA Network in de Verenigde Staten met gemiddeld 4.46 miljoen kijkers per aflevering.